# Steffen Wohlfarth
Steffen Wohlfarth (* 14. September 1983 in Friedrichshafen) ist ein ehemaliger deutscher Fußballspieler, der zuletzt beim baden-württembergischen Oberligisten FV Ravensburg als Trainer aktiv war.

## Karriere
Steffen Wohlfarths fußballerische Karriere begann beim SC Schnetzenhausen, einem kleinen Ski- und Fußballverein aus dem Friedrichshafener Stadtteil Schnetzenhausen.
Bis 2000 spielte Wohlfarth, Sohn des Bundesligaspielers Karl-Michael Wohlfarth, und Bruder des SC Freiburg Torwarts Dominik Wohlfarth, beim größeren Sportverein seiner Heimatstadt, dem VfB Friedrichshafen. In diesem Jahr erfolgte dann der Wechsel in die U-19-Abteilung des SC Freiburg, der er bis ins Jahr 2002 angehörte. Anschließend spielte Wohlfarth drei Jahre lang bis 2005 in der Amateurmannschaft der Breisgauer, bevor er schließlich zu den Profis stieß. Zur Saison 2006/07 zum Regionalligisten FC Ingolstadt 04, der die Saison als Tabellenfünfter abschloss und nur knapp den Aufstieg in die 2. Bundesliga verfehlte.
In der Folgesaison 2007/08 trug Wohlfarth mit 11 Toren in 33 Ligaspielen zum Aufstieg in 2. Bundesliga bei und gab in dieser sein Debüt am 17. August 2008 (1. Spieltag) beim 3:2-Sieg im Heimspiel gegen die SpVgg Greuther Fürth. Nach der Verpflichtung von Trainer Benno Möhlmann war Wohlfarth nur noch zweite Wahl im Sturm, sodass im Dezember 2010 die Vertragsauflösung mit dem FC Ingolstadt bekanntgegeben wurde.
Am 7. Januar 2011 wurde die Verpflichtung (bis 30. Juni 2012) von Wohlfarth für die Drittligamannschaft auf der Homepage des FC Bayern München bekannt. Er erzielte in der Rückrunde sechs Tore in 19 Partien, den Abstieg der Bayern-Reserve aus der 3. Liga konnte jedoch auch Wohlfarth nicht verhindern. Der 3. Liga blieb er dennoch erhalten, da er zur Saison 2011/12 beim SV Wehen Wiesbaden einen bis 30. Juni 2013 gültigen Vertrag erhielt. Zur Rückrunde 2012/13 wurde sein Vertrag beim SV Wehen Wiesbaden vorzeitig aufgelöst.
Im Januar 2013 unterzeichnete Wohlfarth dann einen bis zum Saisonende 2012/13 gültigen Vertrag beim schottischen Erstligisten Ross County, für den er am 30. Januar 2013 (25. Spieltag) beim 1:0-Sieg im Heimspiel gegen den Hibernian Edinburgh debütierte. Am 9. März 2013 (30. Spieltag) entschied er mit seinem Treffer zum 3:2-Sieg im Heimspiel gegen Celtic Glasgow in der 90 Minute nicht nur das Spiel, sondern erzielte zugleich sein erstes Tor in der schottischen Liga. Nach dieser Saison beendete er seine Profi-Karriere und spielte beim baden-württembergischen Oberligisten FV Ravensburg.
Am 31. Oktober 2017 übernahm Wohlfarth nach dem Rücktritt von Wolfram Eitel zunächst interimistisch als Spielertrainer, ab der Rückrunde 2017/18 dann hauptamtlich den Trainerposten beim FV Ravensburg. Zusätzlich bekleidete Wohlfarth das Amt des Sportlichen Leiters des FV. Zum Ende der Saison 2021/22 trat Wohlfarth als Trainer zurück, nachdem er bereits in der vorausgegangenen Winterpause die Sportliche Leitung abgegeben hatte.

## Erfolge
- Aufstieg in die 2. Bundesliga 2008 und 2010 (mit dem FC Ingolstadt 04)
- WFV-Pokalsieger 2016 (Qualifikation für die 1. Hauptrunde des DFB-Pokals)

## Sonstiges
Wohlfarth studiert an der Dualen Hochschule Baden-Württemberg Ravensburg. Am 2. September 2017 verschoss Wohlfarth beim Spiel seines Vereins FV Ravensburg gegen den FSV 08 Bissingen absichtlich einen Elfmeter, der zustande gekommen war, weil sein Gegenspieler Alexander Götz nach einer Ecke den Ball in die Hand genommen hatte, in der Annahme, dass dieser platt gewesen sei oder zuvor geplatzt war. Schiedsrichter Luigi Satriano unterbrach daraufhin die Partie und entschied auf Strafstoß, da er weder eine Beschädigung wahrgenommen hatte noch irgendetwas anderes zu erkennen war. Der Strafstoß wurde von Steffen Wohlfarth absichtlich neben das Tor geschossen. Für diese Geste des Fairplays erhielt Wohlfarth deutschlandweit mediales Lob.